# Gempylus serpens
Gempylus serpens és una espècie de peix pertanyent a la família dels gempílids i l'única del gènere Gempylus.

## Descripció
- Pot arribar a fer 100 cm de llargària màxima (normalment, en fa 60).
- Cos allargat, força comprimit i de color marró fosc. Totes les aletes són de color marró fosc amb les vores més fosques encara.
- Boca grossa amb dents semblants a ullals.
- 27-33 espines i 10-14 radis tous a l'aleta dorsal i 3 espines i 10-12 radis tous a l'anal.
- 48-55 vèrtebres.
- Té dues línies laterals, les quals tenen llur origen per sota de la primera espina de l'aleta dorsal: la superior segueix el contorn dorsal del cos fins a l'extrem de la base de l'aleta dorsal.[3][4]

## Reproducció
Els mascles assoleixen la maduresa sexual en assolir els 43 cm de longitud i les femelles els 50. Les larves i els ous són pelàgics.

## Alimentació
Menja peixos, cefalòpodes i crustacis.

## Depredadors
És depredat per la llampuga (Coryphaena hippurus), Alepisaurus ferox (a les illes Hawaii), Istiophorus albicans (al Brasil), el marlí blau (Makaira nigricans) (Brasil), Tetrapturus albidus (Brasil), Tetrapturus pfluegeri (Brasil), la tonyina d'aleta groga (Thunnus albacares), la tonyina d'ulls grossos (Thunnus obesus), el nodi comú (Anous stolidus) (als Estats Units), el xatrac fosc (Sterna fuscata) (Estats Units) i el dofí de Fraser (Lagenodelphis hosei) (a les illes Filipines).

## Hàbitat
És un peix marí, pelàgic-oceànic i oceanòdrom que viu entre 0-600 m de fondària i entre les latituds 42°N-40°S i 180°W-180°E. Els adults migren a la superfície durant la nit, mentre que els joves i les larves romanen a prop de la superfície durant el dia.

## Distribució geogràfica
Es troba als mars i oceans tropicals i subtropicals.

## Ús comercial
Es comercialitza congelat i assecat. No és consumit en cru.

## Observacions
És inofensiu per als humans i de costums solitaris.